# FIFA Football 2004
FIFA Football 2004 er et spil, udviklet af EA Sports.
Spillet rækker en ny type, at spille på, som hedder "Off The Ball".
På den måde kan man se med nogle tal, hvem det er bedst, at aflever bolden til.
| computerspil | Spire Denne computerspilsrelaterede artikel er en spire som bør udbygges. Du er velkommen til at hjælpe Wikipedia ved at udvide den. |